# Pseudione biacuta
Pseudione biacuta är en kräftdjursart som beskrevs av M. Bourdon1979. Pseudione biacuta ingår i släktet Pseudione och familjen Bopyridae. Inga underarter finns listade i Catalogue of Life.